# Чарлтон и Дак (Онтарио)
Чарлтон и Дак (енгл. Charlton and Dack) је општина у Канади у покрајини Онтарио. Према резултатима пописа 2011. у општини је живело 671 становника.

## Становништво
Према резултатима пописа становништва из 2011. у граду је живело 671 становника, што је за 9,5% више у односу на попис из 2006. када је регистровано 613 житеља.
| 2006. | 2011. |
| ----- | ----- |
| 613   | 671   |